# Phillips-Kurve
Die Phillips-Kurve, oder auch Phillipskurve, ist eine Grafik, die einen hypothetischen Zusammenhang zwischen Lohnänderungen bzw. Preisniveauänderungen auf der einen und der Arbeitslosenquote auf der anderen Seite beschreibt. Die erste Variante der Phillips-Kurve wurde 1958 vom englischen Statistiker und Ökonomen Alban William Housego Phillips in der Zeitschrift Economica publiziert. Sie ist seitdem mehrfach modifiziert worden, etwa von Paul A. Samuelson und Robert Merton Solow 1960 zur sogenannten erweiterten Phillips-Kurve, welche heute gemeint ist, wenn von „der“ Phillips-Kurve gesprochen wird. Diese stellt einen Zusammenhang zwischen Arbeitslosigkeit und der Inflationsrate her. In der Literatur gibt es weitere Definitionen und Erweiterungen der Phillips-Kurven. Aufgrund ihrer zu starken Vereinfachung werden wirtschaftspolitische Empfehlungen auf der Basis bestimmter Phillips-Kurven heute kritisch beurteilt.

## Geschichte

### Ältere Beiträge
Bereits 1926 hatte Irving Fisher in einem Aufsatz auf den Zusammenhang zwischen Lohnänderungen und Arbeitslosenquoten für die USA hingewiesen. Insgesamt lassen sich bei weiteren Autoren Darstellungen des Zusammenhangs von Lohnsteigerungsraten und Arbeitslosenquote vor Phillips nachweisen: John Law (1671–1729), David Hume (1711–1776), Henry Thornton (1760–1815), Thomas Attwood (1783–1856), John Stuart Mill (1806–1873), Jan Tinbergen, Lawrence Klein und Arthur Goldberger, A. J. Brown und Paul Sultan.

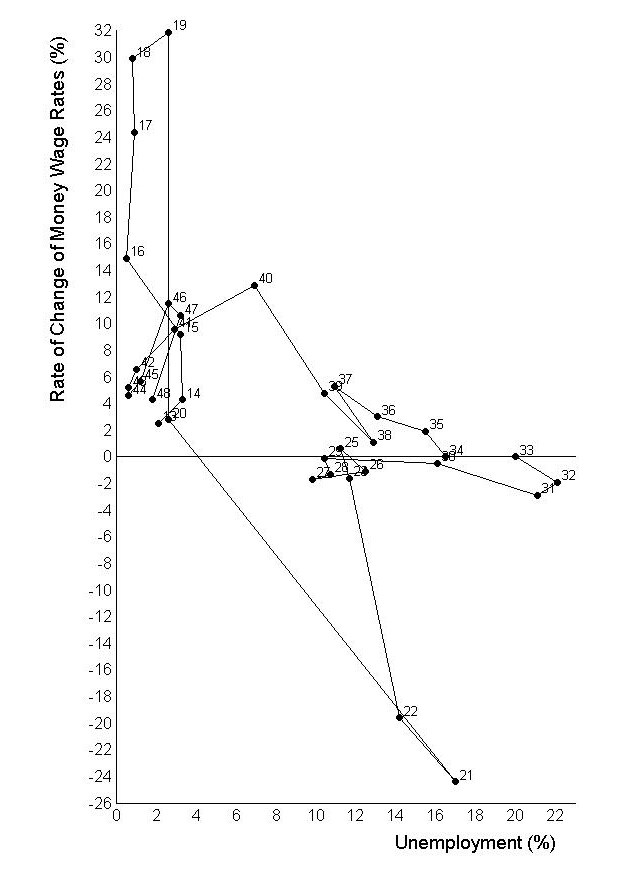
Rate of Change of Wages against Unemployment, United Kingdom 1913–1948 from Phillips (1958)

### Ursprüngliche Phillips-Kurve 1958
Die ursprüngliche Phillips-Kurve von 1958 bildete lediglich eine historisch-empirische Korrelation zwischen durchschnittlichen Nominallohnsteigerungen und der Arbeitslosenquote graphisch ab. Die Daten stammten aus dem Zeitraum von 1861 bis 1957 in Großbritannien.
Die Kurve diente als empirischer Beleg der folgenden von Phillips angenommenen Relation: Je höher die Arbeitslosigkeit ist, desto niedriger sind die Nominallohnsteigerungen (und logisch impliziert: auch umgekehrt).
Phillips interpretierte die Korrelation als stabil, weil gesetzmäßig, indem er die Hypothese einführte, dass Arbeitnehmer bei einem hohen Beschäftigungsstand eine „höhere Verhandlungsmacht“ haben und dadurch höhere Löhne durchsetzen können.
Diese Hypothese folgt aus dem modellhaft angenommenen Profitprinzip des Arbeiters, gemäß dem er seinen Lohn maximieren will, und dem Minimaxprinzip des Unternehmers, demgemäß er in Konkurrenz zu anderen Wettbewerbern die Lohnkosten senken muss.
Die Nachfrage nach Arbeitskräften bei fallendem Angebot (weniger arbeitsuchende Arbeitslose) führt demnach zur Lohnsteigerung, weil die Arbeiter wissen, dass der Arbeitgeber für sie keinen billigeren Ersatz finden kann bzw. der Arbeitgeber zur Anwerbung einer zusätzlichen Arbeitskraft von einer anderen Firma, zur Aktivierung der stillen Reserve oder zur Motivation eines Arbeitslosen einen höheren Preis für die Arbeit bezahlen muss als den vorher ausreichenden.
Der beschriebene Zusammenhang wurde ursprünglich ausdrücklich nicht so interpretiert, dass ausgeprägte Lohnsteigerungen zu höherer Beschäftigung führen. Der kausale Faktor wurde allein in der Größe der Arbeitsreserve und in der daraus folgenden Verhandlungsposition der Arbeiter gesehen. Eine beschäftigungspolitische Einflussnahme auf die Lohnhöhe zur Steigerung der Zahl der Beschäftigten und zur Reduktion der Arbeitslosigkeit lag außerhalb des forschungsleitenden Interesses. Phillips legte seinen Untersuchungen noch kein makroökonomisches Modell zugrunde, das solche beschäftigungspolitischen und andere gesamtwirtschaftliche Aspekte einbezog.

## Heutige Phillips-Kurve von Samuelson/Solow

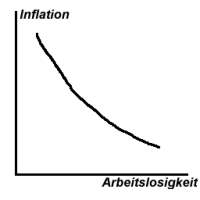
Einfache Darstellung der Phillips-Kurve nach Samuelson/Solow

Paul A. Samuelson und Robert M. Solow entwickelten 1960 eine modifizierte Phillips-Kurve, auch unter dem Namen Keynesianische Phillips-Kurve bekannt. Sie ist gemeint, wenn heute von „der“ Phillips-Kurve gesprochen wird. Die Lohnerhöhungsquote aus dem ursprünglichen Modell von Phillips wurde durch die Inflationsrate ersetzt und eine feste gleichgerichtete Beziehung zwischen Nominallohn- und Preisniveauänderungen unterstellt. Die modifizierte Phillips-Kurve legt den Fokus also auf den Zusammenhang zwischen Inflation und Arbeitslosenquote.
Dieser Ersetzung der Lohnsteigerung durch die Geldentwertung lag die Theorie zugrunde, dass Unternehmer die zu zahlenden höheren Löhne durch Preiserhöhung ihrer Produkte an die Kunden weitergeben (Lohn-Preis-Spirale), sodass ein höheres Lohnniveau mittelfristig zu einem höheren Preisniveau führt, soweit nicht Produktivitätssteigerungen die Produktion verbilligen können. Das Geld verliert also durch die Preissteigerung an Wert (Inflation), was wieder zu neuen Forderungen nach Lohnerhöhungen führt.

### Beschäftigungspolitische Interpretation
Diese Schlussfolgerung widerspricht der Interpretation der ursprünglichen Phillips-Kurve nicht; allerdings impliziert die negative Korrelation keine Kausalität und Phillips lehnte eine doppelte Kausalität in seiner Interpretation auch ab: Höhere Löhne/Inflation wurden nicht als Ursache oder als Instrument für höhere Nachfrage nach Beschäftigten, somit einer politisch erwünschten Abnahme der Arbeitslosenquote, verstanden, sondern lediglich als Ergebnis einer niedrigen Arbeitslosenquote interpretiert. Das modifizierte Modell wurde jedoch als wirtschaftspolitische "Speisekarte" interpretiert, die den Politikern erlaubt, den Trade-off, also die Wechselbeziehung zwischen Inflation und Arbeitslosigkeit, nach ihren Wünschen zu nutzen.
Darin zeigte sich die politische Brisanz des neu interpretierten Modells. So sagte etwa Helmut Schmidt: „Fünf Prozent Inflation sind leichter zu ertragen als fünf Prozent Arbeitslosigkeit“.
Wegen zahlreicher weiterer Einflussfaktoren auf Arbeitslosigkeit und Inflation werden wirtschaftspolitische Empfehlungen auf der Basis bestimmter Phillips-Kurven heute kritisch beurteilt.

### Schwächen und Erweiterungen

#### Langfristige Effekte – Inflationserwartung
In den 1970er und 1980er Jahren zeigte sich, dass der angenommene wechselseitige Wirkungszusammenhang von Arbeitslosigkeit und Inflation nicht der Wirklichkeit entsprach, weil die Wirtschaftspolitik der Erhöhung der Geldmenge durch Zinssenkung zum Erzeugen einer Geldentwertung nicht zum Erfolg führte. Stagflation – das „zweiköpfige Monster“ – in Form von kombinierter Inflation und hoher Arbeitslosigkeit machte sich breit.
Bereits in den späten 1960er Jahren griffen Milton Friedman und Edmund S. Phelps unabhängig voneinander eine von ihnen gesehene Fehlinterpretation der erweiterten Phillips-Kurve an: Ein kausaler Zusammenhang zwischen einer nominalen Größe wie Inflation und einer realen Variable wie Arbeitslosigkeit könne langfristig keinen Bestand haben, da langfristig von der Neutralität des Geldes ausgegangen werden müsse. Nur bei einer dauerhaften Geldwertillusion, also der Vorstellung der Arbeiter, dass es keine Inflation gäbe, würde die Inflation die Lohnerhöhung langfristig wieder ausgleichen. Wenn die Arbeitnehmer aber die Inflation korrekt antizipieren, wovon in der Regel auszugehen ist, hat die Inflation keine realen Auswirkungen, weil die Arbeitnehmer die Preissteigerungsrate zu ihren Lohnerhöhungswünschen addieren.[Beleg benötigt] Friedman/Phelps argumentierten daher, dass der postulierte Zusammenhang nur kurzfristig gelte. Langfristig würde sich eine „natürliche Arbeitslosenquote“ einstellen, und die Phillips-Kurve sei keine Kurve, sondern eine Senkrechte.
Die Kritik führte nach ihrer Bestätigung durch die Wirtschaftsentwicklung zur „erwartungsmodifizierten Phillips-Kurve“. Diese bezieht die Inflationserwartung der Lohnempfänger mit ein. Auch unterscheidet man heute zwischen einer „langfristigen“ und einer „kurzfristigen“ Phillips-Kurve, wobei es unterschiedliche Auffassungen darüber gibt, ob die langfristige Phillips-Kurve tatsächlich wie von Friedman/Phelps vorgeschlagen senkrecht verlaufe.

#### Verhandlungsmacht der Arbeiter
David Ratner und Jae Sim stellten 2022 fest, dass sich ab den 1990ern trotz niedriger Arbeitslosigkeit die Löhne und Inflation kaum erhöht hätten. Dies widerspreche der Vorhersage der Phillips-Kurve. Sie schlugen deshalb vor, die Verhandlungsmacht der Arbeiter (in Form von gewerkschaftlichem Organisationsgrad) miteinzubeziehen. Tatsächlich nahm die Verhandlungsmacht seit den 1980ern deutlich ab, da die Gewerkschaften ab dieser Zeit geschwächt wurden, was zur Folge hatte, dass die Arbeiter nicht wie vorhergesagt höhere Löhne durchsetzen konnten.

## Appendix:Varianten im Detail

### Die um Erwartungen erweiterte Phillips-Kurve

Modifizierte Phillips-Kurve: Zu sehen, das Niveau der die Inflation nicht beschleunigenden Arbeitslosenquote (Non Accelerating Inflation Rate of Unemployment, kurz: NAIRU)

Nachfolgende Erklärungen beziehen sich auf die Definition gemäß Blanchard/Illing.
Lohnsetzer müssen zur Festlegung der Nominallöhne für das nächste Jahr die Inflationsrate während des nächsten Jahres vorhersagen. Die folgende Formel zeigt, dass bei gegebenem erwartetem Preisniveau gleich dem des Vorjahres eine geringere Arbeitslosigkeit zu höheren Nominallöhnen führt.
{\displaystyle \pi _{\mathrm {t} }=\pi _{\mathrm {t} }^{\mathrm {e} }+(\mu +z)-\alpha \cdot u_{\mathrm {t} }}
mit
| {\displaystyle \pi _{\mathrm {t} }}                | = Inflationsrate des betrachteten Jahres                                                   |
| {\displaystyle \pi _{\mathrm {t} }^{\mathrm {e} }} | = erwartete Inflationsrate                                                                 |
| {\displaystyle \mu }                               | = Gewinnaufschlag-Faktor der Preise über die Löhne                                         |
| {\displaystyle z}                                  | = Faktoren, die die Lohnsetzung beeinflussen                                               |
| {\displaystyle \alpha }                            | = Wirkung der Inflationsrate auf die Arbeitslosenquote bei gegebenen Inflationserwartungen |
| {\displaystyle u_{\mathrm {t} }}                   | = Arbeitslosenquote des betrachteten Jahres                                                |

Infolge eines höheren Nominallohnes kommt es zu einem höheren Preisniveau. Somit führt also eine geringere Arbeitslosigkeit zu einem höheren Preisniveau gegenüber dem Preisniveau aus dem Vorjahr, also Inflation. Dies wird als Lohn-Preis-Spirale bezeichnet. Folglich führt eine niedrige Arbeitslosigkeit zu einem hohen Nominallohn. Daraufhin erhöhen die Unternehmen ihre Preise und das Preisniveau steigt. Auf Grund steigenden Preisniveaus wollen die Arbeitnehmer bei der nächsten Lohnsetzung höhere Nominallöhne. Daraus folgt eine konstante Lohn- und Preisinflation.
Wenn die Inflationsrate des betrachteten Jahres jedoch bei Null liegt, ist es logisch, auch für das zu prognostizierende Jahr eine Inflationsrate von Null zu erwarten.
In der heutigen Situation in Deutschland ist überwiegend eine positive Inflation zu beobachten, d. h. im Durchschnitt liegt die Inflationsrate bei 3,1 %. Im von Phillips, Samuelson und Solow eingeführten Modell lag die durchschnittliche Inflationsrate nahe bei Null.
Begründung der Erweiterung

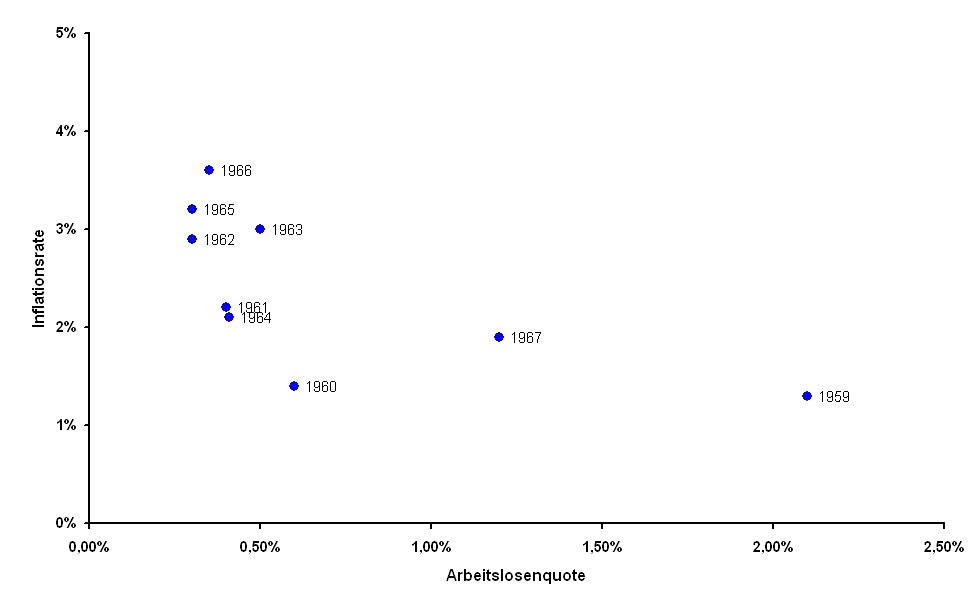
Inflation und Arbeitslosigkeit, 1959–1967

In der nebenstehenden Abbildung wird die Beziehung von Inflationsrate und Arbeitslosenquote in den Jahren zwischen 1959 und 1967 graphisch dargestellt. In diesen Jahren stimmte die Prognose für die Phillips-Kurve mit den tatsächlichen Werten überein. In den Jahren mit einer hohen Inflationsrate herrschte eine niedrige Arbeitslosenquote. Wiederum lag in den Jahren mit einer hohen Arbeitslosenquote eine niedrige Inflationsrate vor.
Zu Beginn der 1970er ließ sich jedoch kein Zusammenhang zwischen Arbeitslosenquote und Inflationsrate erkennen.
Grund hierfür war die Veränderung der Erwartungsbildung der Lohnsetzer im Verlauf der 1960er Jahre aufgrund einer Veränderung der Inflationsentwicklung. Die Inflationsrate unterlag immer bestimmten Schwankungen; mal war sie positiv, mal negativ. Doch in den 1960er Jahren nahm die Inflationsrate konstant positive Werte an. Das heißt die Wahrscheinlichkeit, dass auf eine hohe Inflationsrate im nächsten Jahr eine höhere Inflationsrate folgte, wurde immer größer. Auf Grund dessen änderte sich die Erwartungshaltung der Lohnsetzer. Dies veränderte die Form der Beziehung zwischen Arbeitslosigkeit und Inflation.
Folgende Formel soll unter der Annahme, dass die Erwartungen wie folgt gebildet werden, den Zusammenhang verdeutlichen:
{\displaystyle \pi _{\mathrm {t} }^{\mathrm {e} }=\theta \cdot \pi _{\mathrm {t-1} }}
mit
| {\displaystyle \pi _{\mathrm {t} }^{\mathrm {e} }} | = erwartete Inflationsrate                                     |
| {\displaystyle \theta }                            | = wie stark Inflationsrate bei der Bildung berücksichtigt wird |
| {\displaystyle \pi _{\mathrm {t} -1}}              | = Inflationsrate des vorangegangenen Jahres                    |

Je größer {\displaystyle \theta }, desto mehr werden die Lohnsetzer ihre Inflationserwartungen erhöhen. So lange also die Inflation um den Wert 0 lag, konnte erwartet werden, dass das Preisniveau im aktuellen Jahr circa dem prognostizierten Jahr entspricht. Während der von Samuelson und Solow betrachteten Periode lag {\displaystyle \theta } folglich nahe 0.
Ab 1970 veränderten die Lohnsetzer also ihre Erwartungen aufgrund der Veränderungen der Inflationsrate. Sie nahmen fortan eine stetig steigende Inflationsrate in den Folgejahren an, woraufhin auch {\displaystyle \theta } anstieg.
Setzt man oben stehende Formel in die erste Formel ein, so erhält man:
{\displaystyle \pi _{\mathrm {t} }=\overbrace {\theta \cdot \pi _{\mathrm {t} -1}} ^{\pi _{\mathrm {t} }^{\mathrm {e} }}+(\mu +z)-\alpha \cdot u_{\mathrm {t} }\,}.
Nimmt man an, {\displaystyle \theta =0}, dann erhält man
{\displaystyle \pi _{\mathrm {t} }=(\mu +z)-\alpha \cdot u_{\mathrm {t} }\,}.
Bei einem positiven {\displaystyle \theta }, ist die Inflationsrate ebenso von der Arbeitslosenquote, wie von der Inflationsrate des letzten Jahres abhängig
{\displaystyle \pi _{\mathrm {t} }=\theta \cdot \pi _{\mathrm {t} -1}+(\mu +z)-\alpha \cdot u_{t}\,}.
Die Formel sieht folgendermaßen aus, bei einem {\displaystyle \theta =1}, nachdem die Inflationsrate der letzten Periode auf beiden Seiten subtrahiert wurde:
{\displaystyle \pi _{\mathrm {t} }-\pi _{\mathrm {t} -1}=(\mu +z)-\alpha \cdot u_{t}\,}
Folglich verändert bei {\displaystyle \theta =1} die Arbeitslosenquote nicht die Inflationsrate, sondern die Veränderung der Inflationsrate. Das heißt hohe Arbeitslosigkeit führt zu sinkender Inflation, niedrige Arbeitslosigkeit zu einem Anstieg der Inflation.
Dies erklärt die Vorkommnisse seit den 1970er Jahren. {\displaystyle \theta } stieg von 0 auf 1 und daraufhin bildete sich ein Zusammenhang zwischen der Arbeitslosenquote und der Veränderung der Inflationsrate.

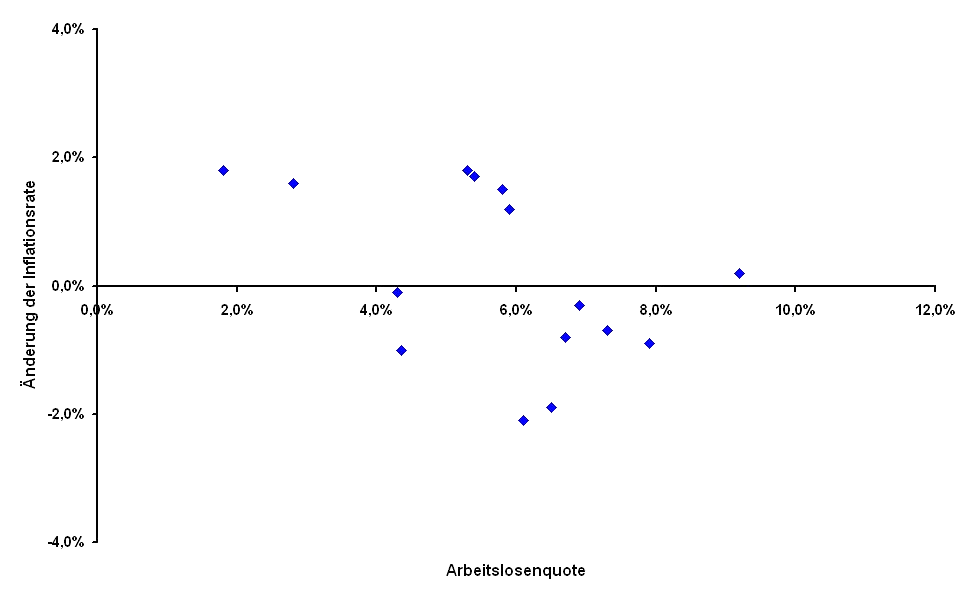
Veränderungen der Inflationsrate und Arbeitslosenquote in Deutschland

Das nebenstehende Diagramm stellt die Beziehung von Veränderungen der Inflationsrate und der Arbeitslosenquote für die Jahre seit 1980 für Deutschland dar. Dabei ist ein negativer Zusammenhang zwischen Arbeitslosenquote und der Veränderung der Inflationsrate zu erkennen.
Daraus ist ersichtlich, dass bei geringer Arbeitslosigkeit die Veränderung der Inflation positiv ist, umgekehrt ist die Veränderung der Inflation bei hoher Arbeitslosenquote negativ.
Somit beschreibt die erweiterte Phillips-Kurve den Zusammenhang zwischen Arbeitslosigkeit und der Veränderung der Inflation. Des Weiteren wird sie häufig auch als modifizierte Phillips-Kurve, um Erwartungen erweiterte Phillips-Kurve oder akzelerierende Phillips-Kurve bezeichnet.
Die am Lohnsetzungsprozess Beteiligten änderten ihre Erwartungen hinsichtlich der Inflationsrate, woraufhin sich die Phillips-Kurven-Bezeichnung veränderte. Die daraus erhaltene Einsicht ist, dass sich der Zusammenhang zwischen Arbeitslosigkeit und Inflation wahrscheinlich mit dem Stand und der Dauerhaftigkeit der Inflation verändert.